# Adenophorea
Adenoporea é uma classe de vermes cilíndricos ecdizoários do filo Nematoda. Seu uso foi abandonado pela taxonomia moderna devido a fortes evidências de que é um grupo parafilético.
Possui as seguintes subclasses:
- Subclasse Enoplia
- Subclasse Chromadoria